# 井出树里
井出树里（日语：／ Ide Juri，1983年6月9日—），日本女子铁人三项运动员。她曾代表日本参加2014年亚洲运动会铁人三项比赛，获得一枚银牌。她也曾参加2008年和2012年夏季奥林匹克运动会。